# ريبيكا هوارد
ريبيكا هوارد هي فارسة ‏ كندية، ولدت في 9 مايو 1979 في سالمون آرم في كندا.

## وصلات خارجية
- ريبيكا هوارد على موقع الاتحاد الدولي للفروسية (الإنجليزية)
- ريبيكا هوارد على موقع FEI (رابط بديل) (الإنجليزية)
- ريبيكا هوارد على موقع أوليمبيديا (الإنجليزية)